# Cërrik
Cërrik este un oraș din Albania, districtul Elbasan. Situat la o altitudine de 69 m, orașul are o populație de 18.764 locuitori. Echipa de fotbal a orașul este KS Turbina Cërrik.
1. 1 2  GeoNames